# Фаулер, Джефф
Джефф Фаулер (англ. Jeff Fowler; род. в 1978 году в г. Нормал, Иллинойс, США) — американский кинорежиссёр, сценарист, аниматор и художник по визуальным эффектам. Он был номинирован на премию Оскар за лучший анимационный короткометражный фильм как сценарист и режиссёр короткометражного анимационного фильма «Суслик обломался». Его театральный режиссёрский дебют состоялся в фильме «Соник в кино», который вышел в 2020 году.

## Фильмография

### Фильмы
| Год  | Фильм                     | Оригинальное название          | Роль     |
| ---- | ------------------------- | ------------------------------ | -------- |
| 2009 | «Там, где живут чудовища» | Where the Wild Things Are      | аниматор |
| 2020 | «Соник в кино»            | Sonic the Hedgehog             | режиссёр |
| 2022 | «Соник 2 в кино»          | Sonic the Hedgehog 2           | режиссёр |
| 2024 | «Соник 3 в кино»          | Sonic the Hedgehog 3           | режиссёр |
| TBA  | «Розовая пантера в кино»  | Untitled The Pink Panther film | режиссёр |

### Телевидение
| Год  | Название | Оригинальное название | Роль                                              |
| ---- | -------- | --------------------- | ------------------------------------------------- |
| 2024 | «Наклз»  | Knuckles              | режиссёр (эпизод «Воин»), исполнительный продюсер |

### Короткометражки
| Год  | Название             | Оригинальное название | Роль                |
| ---- | -------------------- | --------------------- | ------------------- |
| 2003 | «Каменная рыба»      | Rockfish              | аниматор            |
| 2004 | «Суслик обломался»   | Gopher Broke          | сценарист, режиссёр |
| 2006 | «Дуэль джентльменов» | A Gentlemen’s Duel    | аниматор            |

### Компьютерные игры
| Год  | Название              | Роль                                                    |
| ---- | --------------------- | ------------------------------------------------------- |
| 2005 | «Shadow the Hedgehog» | создание кат-сцен с использованием компьютерной графики |